# Sery (Ardenas)
Sery é uma comuna francesa na região administrativa de Grande Leste, no departamento das Ardenas. Estende-se por uma área de 18,57 km². Em 2010 a comuna tinha 361 habitantes (densidade: 19,4 hab./km²).